# Magdalena Krawczyk
Magdalena Krawczyk, z domu Sobieszek (ur. 4 maja 1986 w Łukowie) – polska lekkoatletka – kulomiotka, zawodniczka klubów AZS UMCS Lublin i AZS-AWF Warszawa. Studentka wychowania fizycznego na AWF w Warszawie, sędzia lekkoatletyczny.

## Najważniejsze osiągnięcia
- Mistrzostwa świata juniorów młodszych 2003: srebrny medal – 15.42;
- Olimpijski Festiwal Młodzieży Europy 2003: brązowy medal – 14.57;
- Mistrzostwa Europy juniorów 2005: brązowy medal – 16.24;
- Uniwersjada 2007: brązowy medal – 16.88.

Finalistka mistrzostw Europy w Göteborgu (2006 – 12. miejsce z wynikiem 16.17, w elim. 17.54). Mistrzyni Polski z 2005, dwukrotna halowa mistrzyni Polski (2007 i 2009). Rekord życiowy – 17.80 (2007), w hali 17.72 (2007).